# あなただけでいい
「あなただけでいい」は、日本の歌手、沢田研二の楽曲で、3枚目のシングル。1972年6月25日にポリドール・レコードより発売。英題は「NOTHING BUT YOU」（ナッシング・バット・ユー）。
ジャケットは、前作「許されない愛」を青くした写真で、バラの花を咥えているような絵によるデザインが施されている。

## 収録曲
- 全作詞:安井かずみ　作曲:平尾昌晃　編曲:東海林修

1. あなただけでいい - NOTHING BUT YOU
2. 別れのテーマ - FAREWELL THEME

## 参加ミュージシャン
ケニー・ウッド・オーケストラ